# Chi đội Đinh Công Tráng
Chi đội Đinh Công Tráng là một chi đội thành lập ngay sau cách mạng tháng Tám tại Thanh Hóa, đây cũng là tổ chức tiền thân, đội quân chủ lực đầu tiên của lực lượng vũ trang Thanh Hóa sau này.

## Lịch sử
Ngày 24 tháng 8 năm 1945, khi cách mạng tháng Tám vừa thành công, Hoàng Tiến Trình đã tập hợp 1500 người thuộc các nghĩa quân khởi nghĩa trong cách mạng tháng Tám tại Thanh Hóa thành lập chi đội Đinh Công Tráng, chi đội được biên chế thành 1 tiểu đoàn tập trung gồm 7 đại đội trực thuộc.
Đầu năm 1947, chi đội Đinh Công Tráng được bổ sung quân số, kiện toàn tổ chức và đổi tên thành Trung đoàn Vệ quốc quân Thanh Hóa, phiên hiệu Trung đoàn 77. Hoàng Tiến Trình làm trung đoàn trưởng, Tống Thái làm trung đoàn phó, Nguyễn Mậu Kiên làm Ủy viên chính trị.
Cũng trong thời gian này, ban tác chiến trong Ủy ban kháng chiến các huyện đồng bằng, trung châu chuyển thành cơ quan quân sự, tiếp đó thành lập các đại đội dân quân du kích liên huyện; ngày 9 tháng 10 năm 1947, tỉnh đội bộ dân quân (nay là Bộ chỉ huy quân sự tỉnh Thanh Hóa) được thành lập, từ đây sự chỉ đạo quân sự tại Thanh Hóa được liên kết chặt chẽ, phát triển nhanh chóng.